# سرطان الزائدة الدودية
سرطان الزائدة الدودية هو أحد السرطانات النادرة جدا في الزائدة الدودية. الأورام المعدية المعوية هي أورام نادرة التي يمكن أن تكون أورام خبيثة. من الممكن أن تنشأ أورام الغدد اللمفاوية (لمفوما) في الزائدة الدودية. وجود أي نوع من أنواع السرطانات التالية ، سرطان الثدي ، سرطان القولون، أو سرطانات الجهاز التناسلي للأنثى ، يمكن أن يؤدي لحدوث انبثاث للزائدة الدودية.

## التشخيص

### أنواع الأورام التي تصيب الزائدة الدودية
الأورام السرطاوية، وهي نوع من أنواع أورام الغدد العصبية الصماء، تعتبر أكثر أنواع أورام الزائدة الدودية شيوعا. نوع آخر أقل شيوعا من أنواع الأورام التي تصيب الزائدة الدودية هو نوع سرطانة ختمية الخلايا.

### الأورام السرطاوية
ورم سرطاوي هو ورم من نوع أورام الغدد العصبية الصماء التي تصيب الأمعاء (يرمز إليها بالأحرف الإنجليزية NET، جمع : NETs, وهي إختصار ل Neuroendocrine tumor). تحدث هذه الأورام بوتيرة 0.15 من بين 100,000 في السنة. هذه الأنواع تشكل مجموعة كبيرة من الأورام التي تصيب الزائدة الدودية، ويمكن أن تكون حميدة أو خبيثة. تقريبا 3 من بين 4 من هذه الأورام تتشكل عند منطقة الطرف (نهاية) الزائدة الدودية، وبشكل عام تكتشف وتشخص في العقد الرابع أو الخامس من حياة الشخص. يشخص أصحاب البشرة الفاتحة والنساء بهذه الأورام - أورام الغدد العصبية الصماء (NETs) - بوتيرة أكبر من غيرهم، ولكن بتفاوت صغير فقط، ولا يعلم السبب من وراء ذلك. 
تتراوح معدلات النجاة والبقاء على قيد الحياة لمدة 5 سنوات من بعد التشخيص بالأورام السرطاوية ما بين 70-80٪ للحالات النموذجية التي تشخص بشكل عام. أما بالنسبة للتشخيصات الي يتم إكتشاف الورم من هذا النوع بها بحالات متقدمة، تتراوح معدلات النجاة والبقاء على قيد الحياة لمدة 5 سنوات من بعد التشخيص ما بين 12-28٪.

## العلاج
يمكن علاج الأورام السرطاوية (أورام الغدد العصبية الصماء، NETs) الصغيرة (أصغر من 2 سم) التي لا تظهر أو لم تظهر بعد طبيعة خبيثة، عن طريق إستئصال الزائدة الدودية إذا كان الإستئصال الكامل ممكنا. علاج الأورام السرطاوية الأخرى أو أورام من نوع سرطانة غدية، قد يتطلب عملية استئصال القولون.
علاج أورام من نوع ورم مخاطي صفاقي كاذب، وهو نوع آخر من أنواع الأورام التي قد تصيب الزائدة الدودية، يشمل  جراحة استئصال الكتلة أو تسمى أيضا بإسم جراحة الاختزال الخلوي (CRS) وهي جراحة تشتمل على إستئصال وإزالة أي أورام مرئية، وإستئصال الأعضاء الجسدية المهمة المصابة
بالأورام من داخل جوف البطن أو الحوض. يتم ملئ جوف الصفاق بعلاج كيميائي حرارته عالية، يدعى بشكل رسمي علاج كيميائي عالي الحرارة في جوف الصفاق (HIPEC)، يتم ذلك كمحاولة لإبادة أي خلايا سرطانية متبقية. من الممكن أن يسبق هذه العملية أو يتبعها، علاج كيميائي أو (HIPEC) عبر الوريد، ولكن ليس بالضرورة أن يحدث ذلك.

## حالات مشهورة
تم تشخيص الممثلة أودري هيبورن بسرطان الزائدة الدودية في عام 1993, وتوفيت بنفس السنة التي تم تشخيصها بها نتيجة هذا المرض. شخص المذيع الرياضي في إي إس بي إن، ستيوارت سكوت، بسرطان الزائدة الدودية في عام 2007, وقد توفي نتيجة هذا المرض في عام 2015. الموسيقي الصربي فلادا ديفليان شخص على أنه مصاب بهذا النوع من مرض السرطان في عام 2012, وتوفي نتيجة مضاعفات لاحقة في عام 2015.